# Pterella krombeini
Pterella krombeini är en tvåvingeart som beskrevs av Yu. G. Verves 1979. Pterella krombeini ingår i släktet Pterella och familjen köttflugor.
Artens utbredningsområde är Sri Lanka. Inga underarter finns listade i Catalogue of Life.